# Murina tenebrosa
Murina tenebrosa (Yoshiyuki, 1970) è un pipistrello della famiglia dei Vespertilionidi endemico dell'isola di Tsushima, nel Mar del Giappone.

## Descrizione

### Dimensioni
Pipistrello di piccole dimensioni, con la lunghezza della testa e del corpo di 50,5 mm, la lunghezza dell'avambraccio di 34 mm, la lunghezza della coda di 34,5 mm, la lunghezza della tibia di 14,4 mm e la lunghezza delle orecchie di 16 mm.

### Aspetto
La pelliccia è lunga, molto soffice, lanosa, lucida e si estende sulle ali fino all'altezza dei gomiti e delle ginocchia. Le parti dorsali sono marroni scure, mentre le parti ventrali sono bruno-giallastre al centro, con i fianchi simili alle parti dorsali. Il muso è stretto, allungato, con le narici protuberanti e tubulari. Gli occhi sono molto piccoli. Le orecchie sono grandi, ovali, arrotondate, ben separate tra loro, con il bordo anteriore convesso e con una rientranza sul bordo posteriore. Il trago è lungo circa la metà del padiglione auricolare, affusolato e con un piccolo lobo alla base posteriore. Il pollice è grande. Le membrane alari sono ampie e attaccate posteriormente alla base dell'artiglio dell'alluce. La coda è lunga ed inclusa completamente nell'ampio uropatagio, il quale è densamente ricoperto di peli sulla superficie dorsale. Il calcar è lungo.

## Biologia

### Comportamento
L'unico individuo conosciuto è stata catturato all'interno di una miniera abbandonata.

### Alimentazione
Si nutre di insetti.

## Distribuzione e habitat
Questa specie è conosciuta soltanto da un individuo femmina adulto catturato nel 1962 sull'isola di Tsushima, nel Mar del Giappone. Un esemplare catturato sulla vicina isola di Yakushima potrebbe appartenere a questa forma.

## Conservazione
La IUCN Red List, considerato che questa specie non è più stata catturata fin dal 1962 nonostante differenti spedizioni effettuate per osservarla e che è in atto una significativa distruzione delle foreste sull'isola dove vive, classifica M.tenebrosa come specie in grave pericolo (CR). Probabilmente è già estinta.